# برزند (قرية)
برزند (الفارسية: برزند) هي قرية في محافظة أردبيل في إيران؛ كانت من أهم المناطق في ولاية مغان العباسية.